# Shimazu Yasujirō

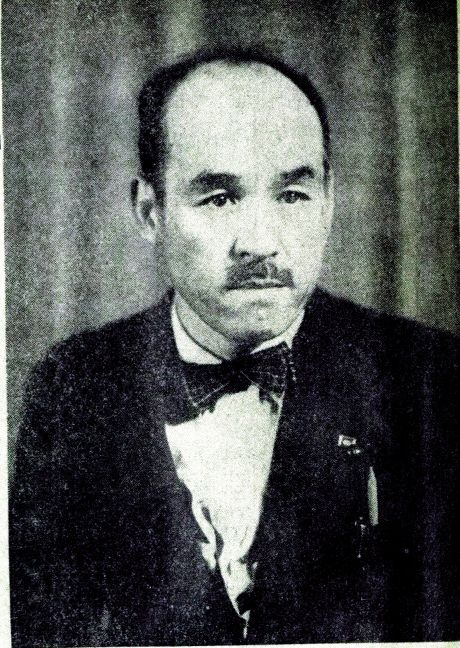
Shimazu Yasujirō

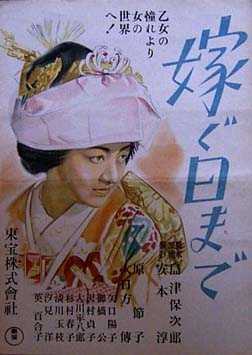
Totsugu hi made

Shimazu Yasujirō (japanisch 島津 保次郎; geboren 3. Juni 1897 in Tokio; gestorben 18. September 1945) war ein japanischer Filmregisseur.

## Leben und Wirken
Shimazu Yasujirō trat 1920 in das „Shōchiku Kinema Institute(松竹キネマ研究所)“ von Osanai Kaoru ein. Schon Im folgenden Jahr führte er zum ersten Mal Regie in dem Film „Sabishiki hitobito“ (寂しき人々) – „einsame Menschen“. „Yama no senroban“ (山の線路番) – „Die Nummer der Bergbahn“ erschien 1923, 1924 folgten die Komödie „Nichiyōbi“ (日曜日) – „Sonntag“ und „Cha o tsukuru ie“ (茶を作る家) – „Das Haus, das Tee macht“ und dann viele weitere Filme. Als ein guter Handwerker, der in allen Filmarten zu Hause war, die mit dem alltäglichen Leben zu tun hatten, wurde er zum führenden Regisseur bei „Shōchiku Kamata Eiga“ (松竹蒲田映画). Bis 1931 hatte Shimazu bei etwa 100 Filmen Regie geführt.
Als Tonfilme aufkamen, in Japan „Talkies“ genannt, führte Shimazu bei zwei Filmen Regie, die als eine Art Klassiker des „Shōshinmi geki“ (小市民劇) – des „Lebensdrama kleiner Leute“ angesehen werden, nämlich „Tonari no Yae-chan“ (隣の八重ちゃん) – „Die liebe Nachbarin Yae“ 1934 und „Ani to sono imōto“ (兄とその妹) – „Ein Bruder und seine jüngere Schwester“. Auch „Okoto to Sasuke“ (お琴と佐助) – „O-Koto und Sasuke“ (1935) ist ein bleibendes Werk. Weiter sind  „Kazoku kaigi“ (家族会議) – „Familienversammlung“ (1936), „Konyaku samba karasu“ (婚約三羽烏) – „Verlobung – drei Krähen“ und „Asakusa no hi“ (浅草の灯) –„Das Licht von Asakusa “, beide aus dem Jahr 1937, zu nennen.
Zu den Regisseuren, die als Shimazus Regieassistenten begonnen haben, gehören Gosho Heinosuke, Toyoda Shirō, Yoshimura Kōzaburō und Kinoshita Keisuke.